# Ázerbájdžánské aerolinie
Ázerbájdžánské aerolinie – AZAL (ázerbájdžánsky Azərbaycan Hava Yolları, anglicky Azerbaijan Airlines) jsou ázerbájdžánským národním leteckým dopravcem, který má svou základnu na Mezinárodním letišti Hejdara Alijeva v Baku, Ázerbájdžánu. Létá do destinací v Evropě, Asii, USA a do nástupnických států bývalého SSSR.

## Historie

### 1910–1926
V říjnu roku 1910 přelétlo nad Baku první letadlo. Po tomto přeletu trvalo ještě 13 let, než byla založena první ázerbájdžánská letecká společnost. V roce 1923 byla spoluprací Mughan Melioration (lodní společnost, zajišťující přepravu v Kaspickém moři) s AzNeft (ázerbájdžánská těžební společnost) založena společnost ZAKAVIA, první letecká společnost v Ázerbájdžánu. Její náplní byl především letecký průzkum a transport pošty.

### 1926–1945

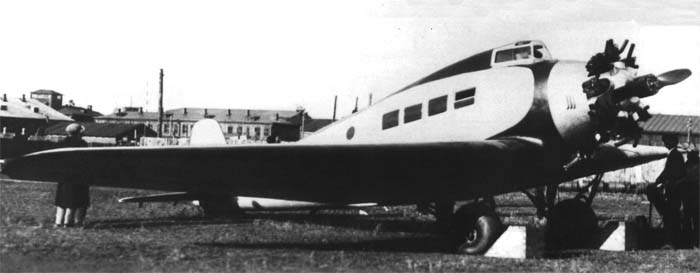
Kharkov KhAI-1

V roce 1926 byla otevřena první komerční linka, spojující města Mineralnyje Vody, Grozný, Machačkala, Baku, Jevlach a Tbilisi. Na lince byla nasazena letadla Dornier Komet III a Dornier Merkur, která však nebyla vybavena navigačními přístroji a piloti tak byli nuceni využívat silnice, železnice a pohoří jako navigační body.
Přesto v roce 1929 je otevřena první mezinárodní linka (Charkov-Baku-Bandar Pahlaví), v roce 1933 přistává poprvé ázerbájdžánské letadlo v Moskvě a zkracuje tak cestu mezi Moskvou a Baku o 1100 km. Pravidelná linka do Moskvy byla otevřena v roce 1937, operována byla stroji Kharkov KhAI-1 a Putilov Stal-3.
Poté, co v roce 1938 je letišti v Baku udělen Lidovou Komisí status nezávislé ekonomické jednotky, jsou otevřeny samostatné linky do Charkova, Grozného, Rostova nad Donou, Astrachaně a Tbilisi. Díky vysokému ekonomickému postavení Ázerbájdžánu v rámci SSSR se letectví velmi daří a to až do druhé světové války, kdy je ázerbájdžánský letecký průmysl silně přeorientován na působení pro válečné účely.

### 1945–1992
Po skončení druhé světové války byla obnovena přeprava cestujících a nákladu. Zároveň přibyla do flotily nová letadla sovětské výroby, např.  Lisunov Li-2, Ilyushin Il-14 a Il-18 a Antonov An-24, stejně tak nové helikoptéry Mil Mi-1 a Mi-4, taktéž sovětské výroby.

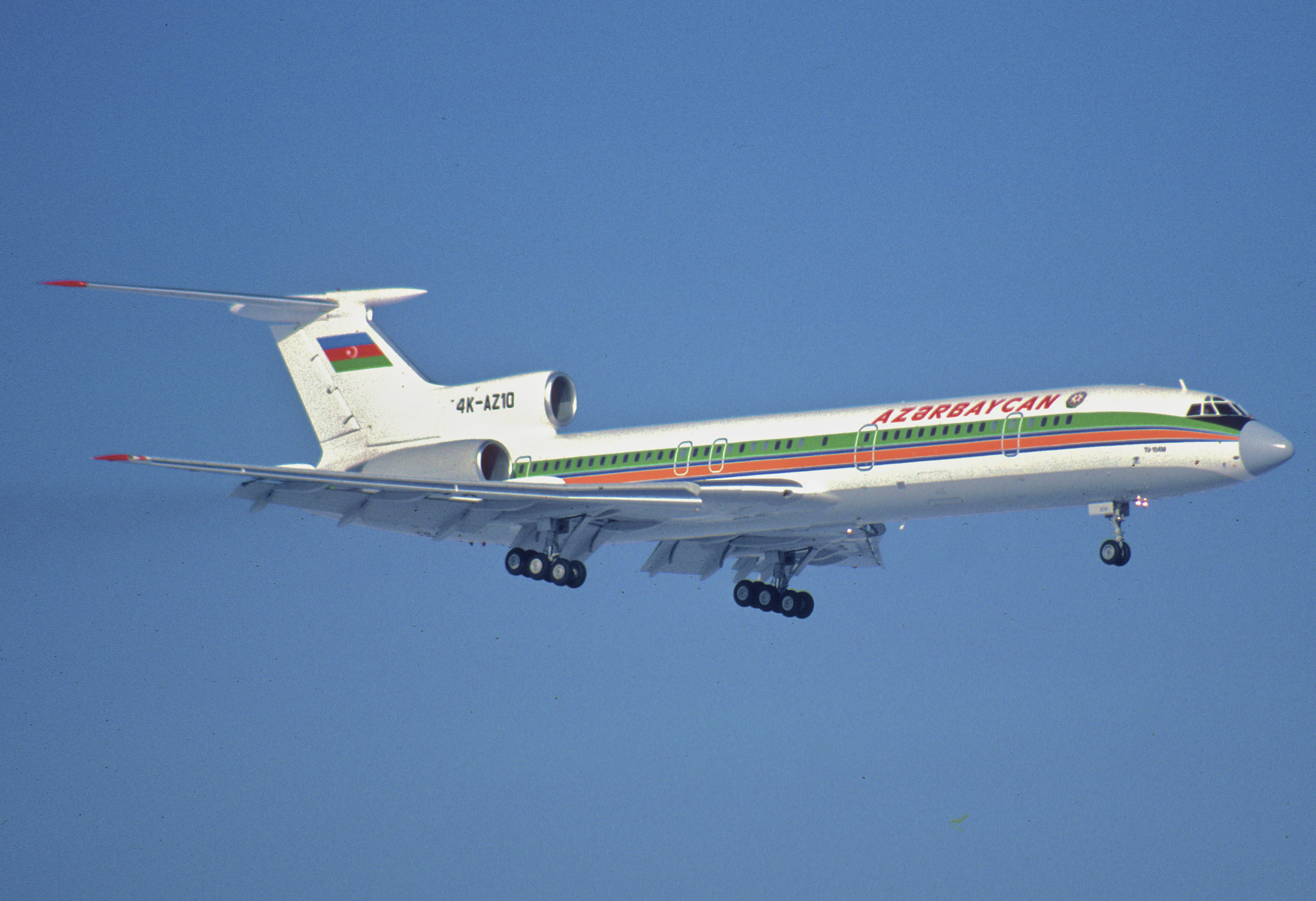
Ázerbájdžánský Tupolev Tu-154M při přistání v Curychu

Hlavní rozmach nastal v 70. a 80. letech, kdy byla upravena regionální letiště např. v Gandže, Naftalanu, Nachičevanu, Lenkoranu nebo v Agdamu a Saki tak, aby byla schopna odbavovat proudová letadla pro regionální trate jako např. Jak-40. Nakonec bylo až 11 ázerbájdžánských krajů napojeno přímou leteckou linkou do Baku. Zároveň se rozšiřovala flotila. Ázerbájdžán byl jeden z prvních, který nasazoval proudová letadla na své linky. Jednalo se o tyto typy: Tupolev Tu-134 a Tu-154. Jak se rozšiřovala flotila letadel, rozšiřovala se flotila i helikoptér a to o Mil Mi-2 a Mi-8.
V roce 1990 oznamuje ázerbájdžánská vláda úmysl vytvořit vlastní leteckou společnost, nezávislou na Aeroflotu, který zajišťoval přepravu mezi jednotlivými republikami SSSR.

### 1992–2000
Ázerbájdžánské aerolinie byly založeny 7. dubna 1992, vyčleněním z regionální pobočky Aeroflotu, po kterém také zdědili mnoho letadel (20 Tupolevů, 90 lehkých letadel a 50 helikoptér). AZAL si rychle pronajal dva Boeingy 727 od americké společnosti Aviation Leasing Group (ALG), která se zaměřovala právě na pronájem Boeingů 727. Společně se společností Buffalo Airways zahájil transatlantickou charterovou cargo linku. Buffalo Airways také pomáhaly s přeškolením pilotů AZALu na standardy "západního" leteckého průmyslu.
Ve snaze ušetřit palivo se Ázerbájdžánské aerolinie, zvláště v polovině 90. let, snažily zařadit do své flotily letadla Boeing, jednalo se o typy 737, 757, 767 a 777, nicméně dále provozovaly 10 letounů Jak-40, které byly využívány především na regionálních tratích, Iljušin Il-76, který byl určen pro nákladní linky a několik turbovrtulových Antonovů.
V listopadu 1994 otevírá AZAL novou linku do Dubaje, která byla, společně s linkou do Istanbulu, klíčovou cestou k dopravě „západních“ produktů do Ázerbájdžánu. Po tomto rozšíření následovalo též rozšíření do dalších měst, jako: Petrohrad, Londýn, Tel Aviv nebo Teherán.
V květnu 1996 se do čela dostává Jahangir Askerov, který provádí reorganizaci a rozděluje společnost do 5 poboček: letecká společnost, letiště, řídící letového provozu, catering a cargo.
V roce 1998 zavírá část regionálních linek, hlavně kvůli vysokým nákladům a malým příjmům z těchto linek. Následující rok uzavírá, až na výjimky, většinu svých linek do okolních postsovětských republik. V provozu zůstávají pouze linky do hlavních a větších měst. Jedním z dalších důvodů je mj. zvýšený zájem o cesty vlakem. Podle Trend News Agency (největší soukromá ázerbájdžánská zpravodajská společnost) tvořily tyto lety pouze 16% veškerého provozu ázerbájdžánských aerolinií.
Kvůli sporům o území Náhorního Karabachu jsou zpožděni dodávky Boeingů 757.

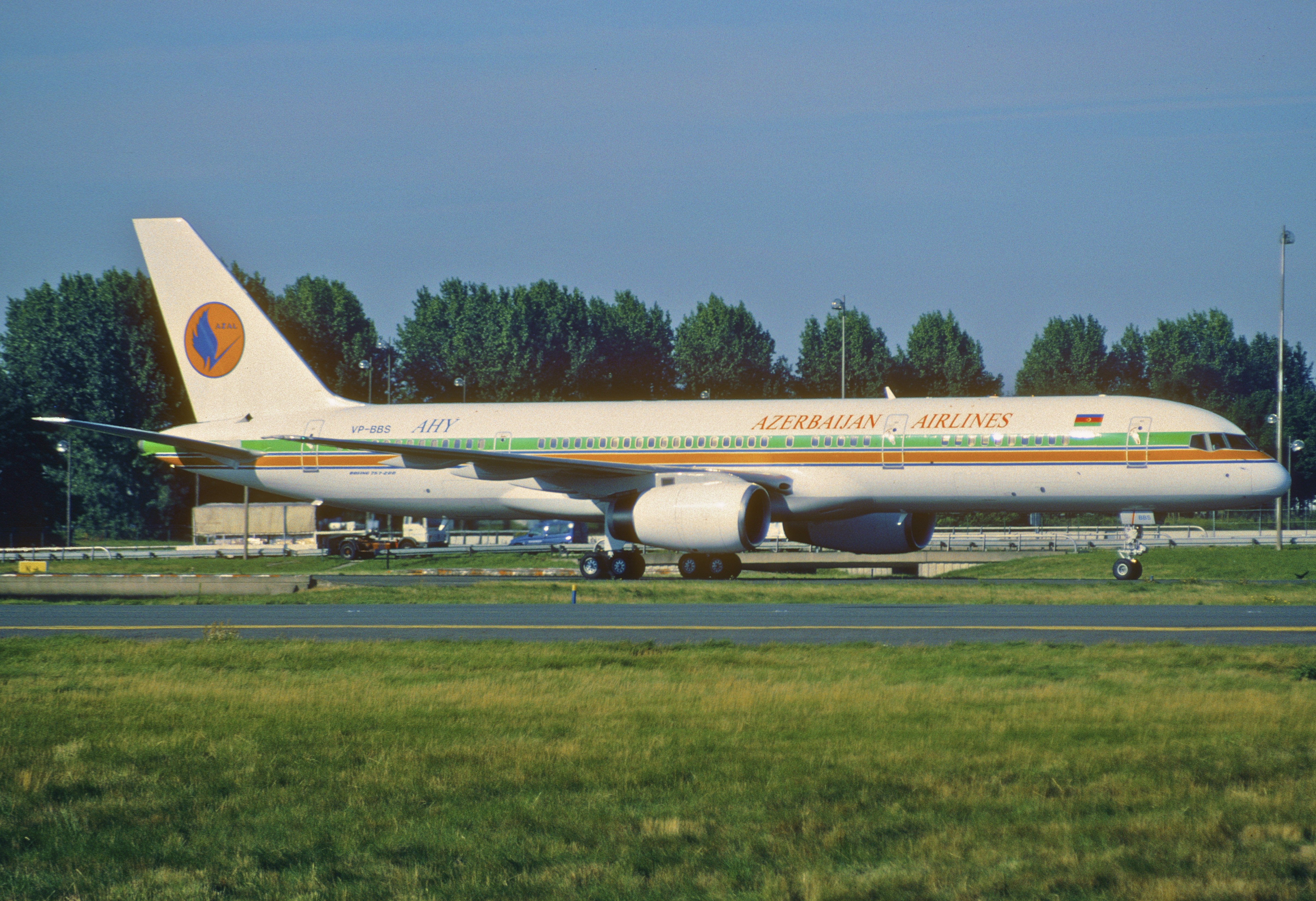
Ázerbájdžánský Boeing 757 na letišti v Paříži v roce 2001

### Od roku 2000
Koncem roku 2000 přilétá první Boeing 757 do Baku. 757 nabídla mimořádný dolet, komfort a efektivitu, zvláště na dálkových tratích, dále také pomáhali upevňovat „moderní“ image Ázerbájdžánu. Zajímavostí je, že druhý ze strojů, který přiletěl v prosinci, vezl na palubě také lékařské vybavení pro oblasti zasažené zemětřesením. V lednu 2001 zahajuje AZAL ve spolupráci s Air France linku Paříž-Baku.
Ázerbájdžán, jako většinově muslimská země byla znatelně zasažena útoky 11. září, přesto dokázala zůstat za rok 2001 profitabilní a dokázala splatit další část svého dluhu.
Stárnoucí ruská flotila letadel začala být skutečným problémem a bylo nutné je nahradit. První "západní" helikoptéry byly dodáni v říjnu 2002, kdy je AZAL využíval k přepravě nákladu a cestujících na ropné plošiny v Kaspickém moři. V roce 2004 objednává ukrajinské Antonovy An-140, turbovrtulové stroje, za účelem obnovit svou regionální flotilu. Další objednávky byly poté na celkem čtyři Airbusy – 3× A319-100 a 1× Airbus corporate jetliner, který sloužil jako oficiální, státní letadlo Ázerbájdžánské republiky.

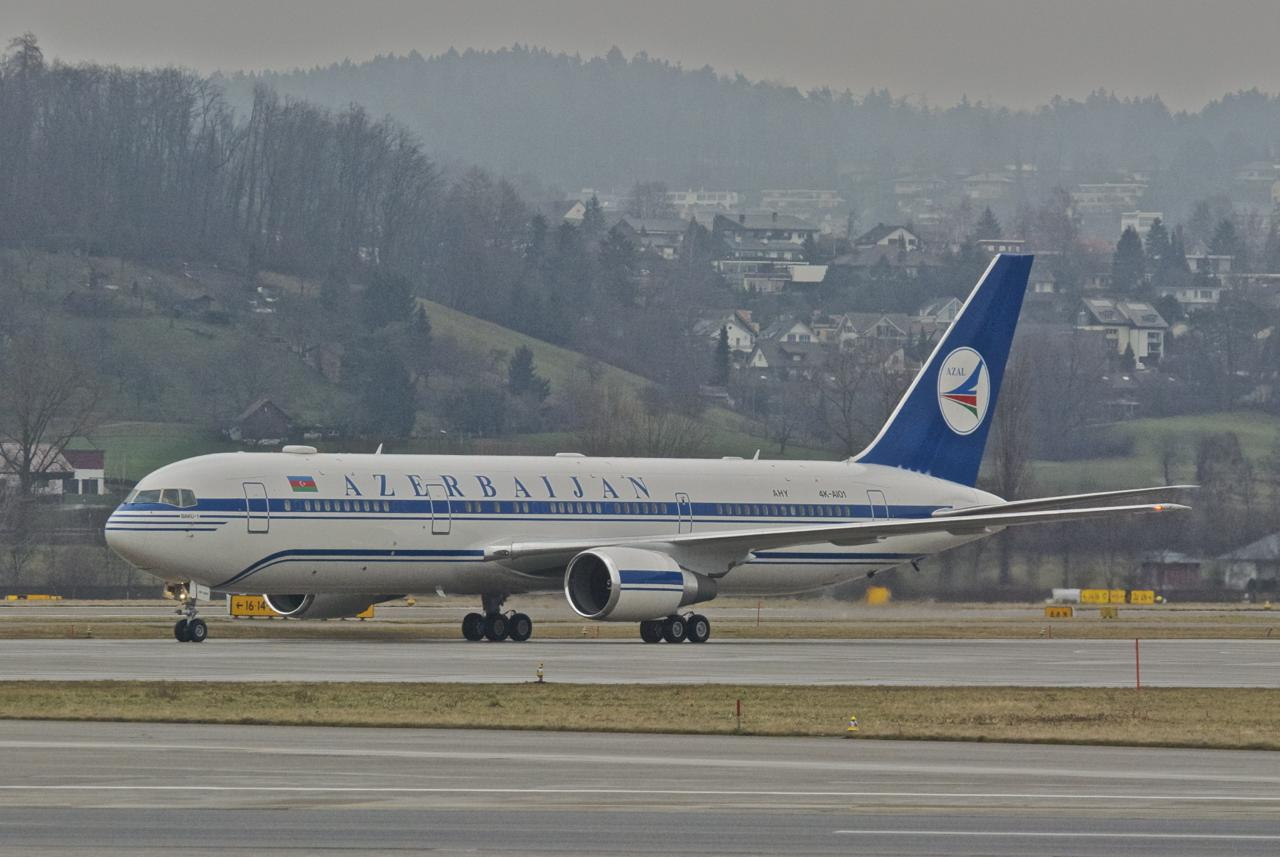
Ázerbájdžánský Boeing 767-300ER na letišti v Curychu v roce 2012

22. července 2010 rozšiřuje svoje objednávky u Boeingu a objednává celkem 8 nových letadel - 2x 767-300ER (verze s prodlouženým doletem), 2x 767-300F (nákladní verze), 2x 737-NGX a 2x 787. V září téhož roku nicméně ruší svou objednávku na 737-NGX.
24. prosince 2010 přestává AZAL používat své ruské Tupolevy.
2. června 2011 převzal AZAL první 2 Boeingy 767-300ER od kterých se očekává, že budou lítat na linkách do Jihovýchodní Asie.

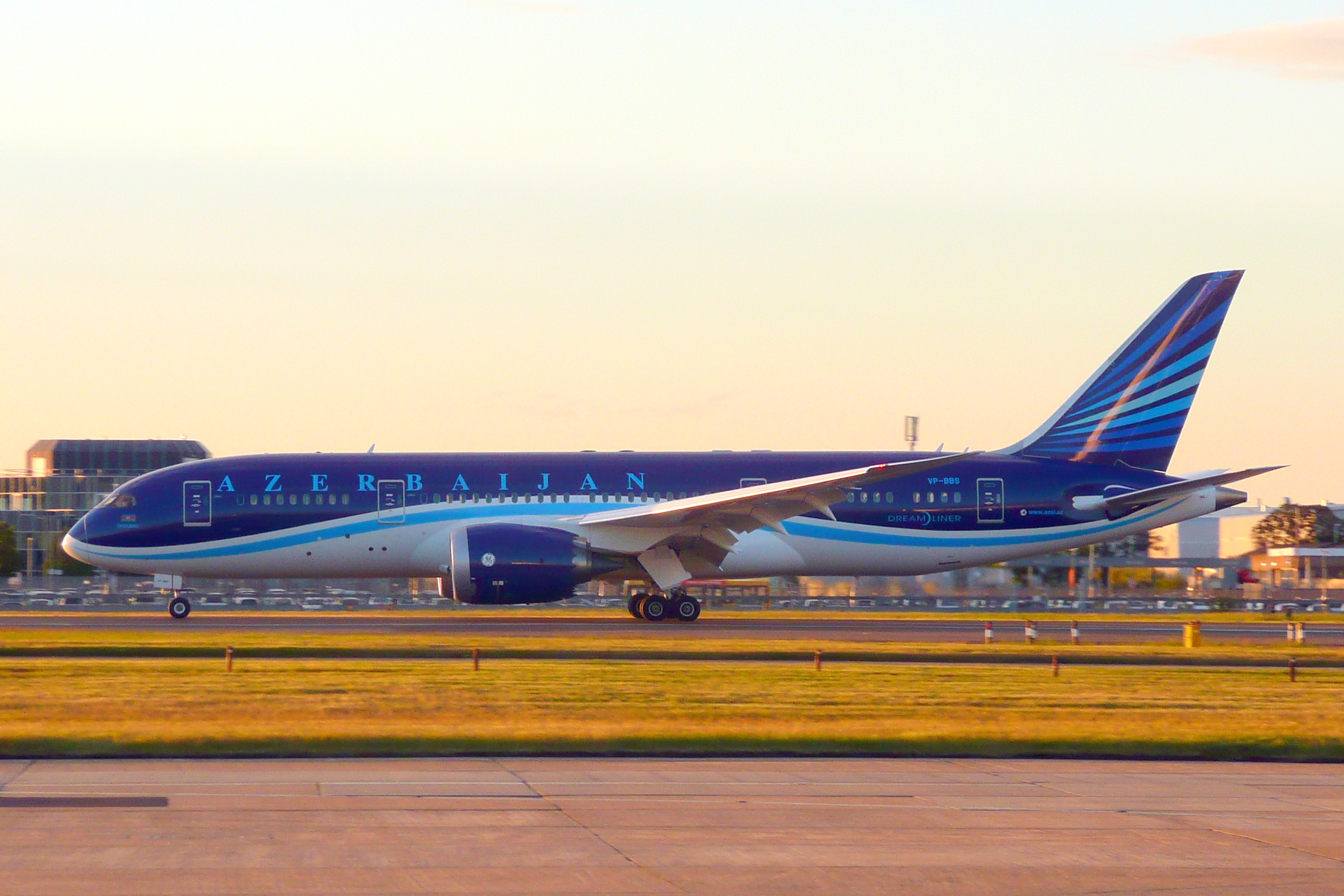
Boeing 787-Dreamliner

23. a 24. prosince 2014 převzal AZAL první Boeingy 787 Dreamliner, zároveň zavádí nový produkt - Premium Economy.

## Flotila

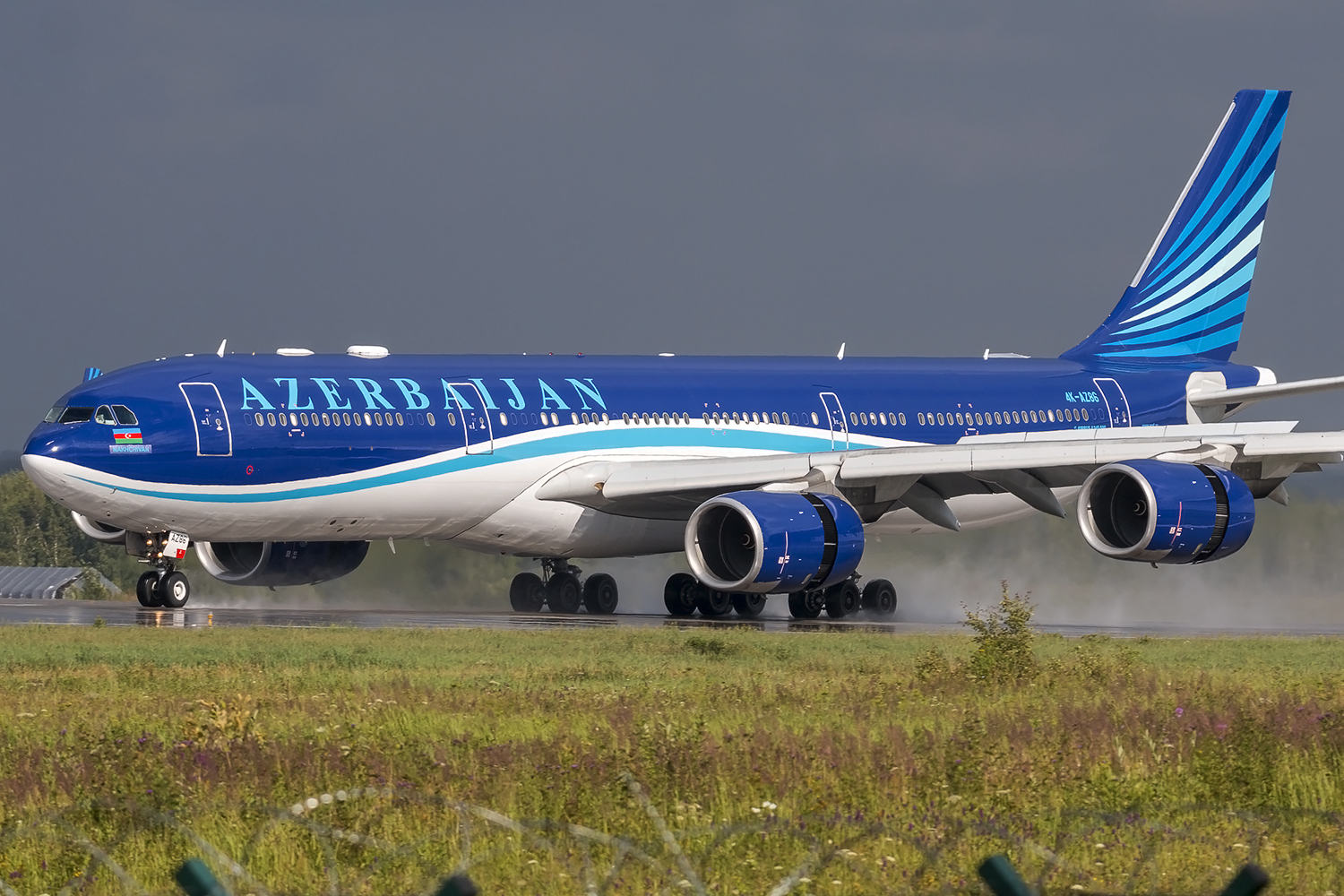
Airbus A340-500

Flotila (k prosinci 2016)
| Letadlo          | Flotila | Objednávky | Cestující | Cestující | Cestující | Cestující |
| Letadlo          | Flotila | Objednávky | B         | E+        | E         | Total     |
| ---------------- | ------- | ---------- | --------- | --------- | --------- | --------- |
| Airbus A319-100  | 3       | 0          | 8         | 0         | 114       | 122       |
| Airbus A320-100  | 7       | 0          | 20        | 0         | 126       | 146       |
| Airbus A340-500  | 2       | 0          | 36        | 0         | 201       | 237       |
| Boeing 757-200   | 4       | 0          | 22        | 0         | 158       | 180       |
| Boeing 757-200   | 4       | 0          | 24        | 0         | 150       | 174       |
| Boeing 767-300ER | 3       | 0          | 22        | 0         | 176       | 198       |
| Boeing 787-8     | 2       | 0          | 18        | 35        | 157       | 210       |
| Embraer 170      | 1       | 0          | 0         | 0         | 76        | 76        |
| Embraer 190      | 4       | 2          | 0         | 0         | 106       | 106       |
| Irkut MC-21      | 0       | 10         | TBA       | TBA       | TBA       | TBA       |
| Total            | 26      | 12         |           |           |           |           |